# 日惹特区
日惹特区（爪哇语：ꦲꦩꦼꦩꦪꦸꦲꦪꦸꦤꦶꦁꦧꦮꦤ; Dhaérah Istiméwa Ngayogyakarta）位於爪哇島中南部，南向印度洋，是印尼一個省，首府日惹，是該國唯一仍然有蘇丹統治的省份。尽管日惹是印尼的一个独立政治实体，但是無論是文化上或歷史上都是中爪哇省的一部分。面積3,185.80平方公里，人口約300萬（2003年）。

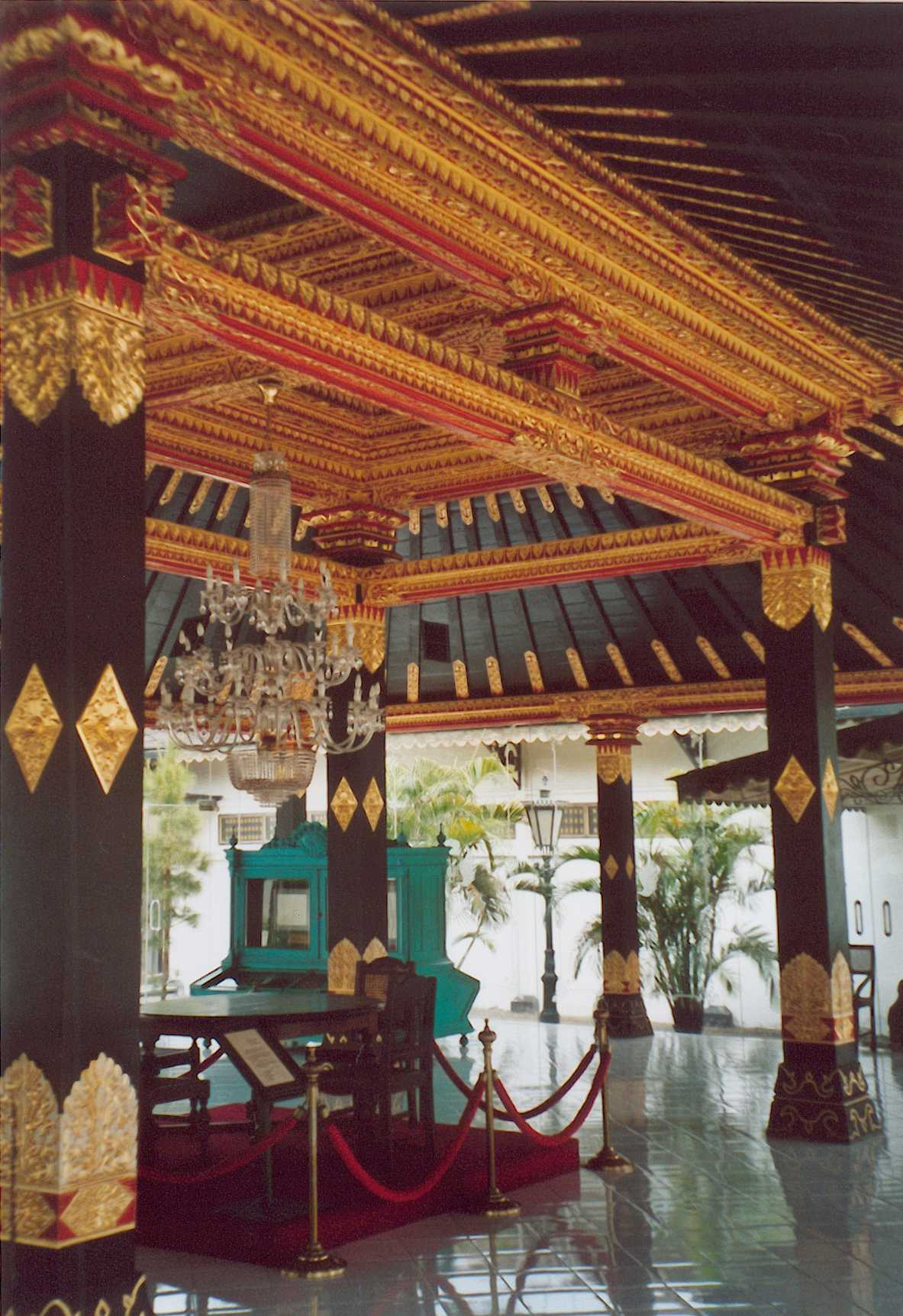
日惹宮殿

印尼宣佈獨立之後，日惹蘇丹和帕庫阿拉曼公爵（親王）皆宣佈效忠于印尼政府，願意讓日惹成為印尼的一部分。隨後，蘇丹和公爵的統治區域被統一為日惹特區日惹特區在印尼獨立戰爭之後成立，並於1950年8月3日合法化。
日惹特區成立時有三項原則：權力下放、分散化以及援助。特區政府承擔責任，而另一方面，印尼政府則承諾給予自治。特區政府由特區政府首腦和地方議會組成。這種結構使首腦和議會形成一種良好地合作，以實現一個健全的地方政府機構。由於蘇丹和亲王分別成為正、副总督，因此與印尼其它省份的首长不同，日惹总督擁有不限制任期、不必接受印尼政府任命等特權。在履行職責方面，日惹总督擁有與印尼政府同等大小的權力和責任，故日惹特區的总督是該特區的首腦。
地理
该特区位于爪哇岛南部海岸附近，三面被中爪哇省包围，南面濒临印度洋。 2010 年普查人口为3,457,491人，2020年人口增加到3,668,719人；2022年中官方估计为3,761,870人。特区面积为3,170.65平方公里，是印度尼西亚面积第二小的省份。日惹特区是爪哇人口密度最高的地区。
默拉皮山位于日惹市正北面，是印度尼西亚最活跃的火山，自1548年以来定期喷发。最后一次喷发是在2010年10月至11月，造成多人死伤，并导致约10万居民暂时流离失所。

### 行政区划
日惹特区（省级）分为四个县（kabupaten）和一个市（kota）。下表列出了2000 年、2010年和2020年人口普查中的各辖区面积和人口数据，以及截至 2022 年中期的官方估计数。
| 区号  | 名称         | 治所     | 面积(km2) | 2000年人口普查 | 2010年人口普查 | 2020年人口普查 | 2022年中预估 | 2021年人口发展指数预估 |
| ----- | ------------ | -------- | --------- | -------------- | -------------- | -------------- | ------------ | ---------------------- |
| 34.01 | 库伦帕罗果县 | 哇提斯   | 577.22    | 371,000        | 388,859        | 436,395        | 451,342      | 0.747 (High)           |
| 34.02 | 班图尔县     | Bantul   | 511.71    | 781,000        | 911,503        | 985,770        | 1,013,170    | 0.802 (Very High)      |
| 34.03 | 古农基都耳县 | Wonosari | 1,475.15  | 670,400        | 675,382        | 747,161        | 770,883      | 0.701 (High)           |
| 34.04 | 斯莱曼县     | Sleman   | 573.75    | 901,400        | 1,093,110      | 1,125,804      | 1,147,562    | 0.840 (Very High)      |
| 34.71 | 日惹市       | 日惹市   | 32.82     | 396,700        | 388,627        | 373,589        | 378,913      | 0.871 (Very High)      |
|       | Totals       |          | 3,170.65  | 3,121,045      | 3,457,491      | 3,668,719      | 3,761,870    | 0.802 (Very High)      |

日惹市位于日惹特区，以蜡染、芭蕾、戏剧、音乐、诗歌和木偶戏等古典爪哇美术和文化中心而闻名，城市中心是苏丹的宫殿，称为克拉顿 (Kraton)；它也是印度尼西亚最著名的高等教育中心之一。